# Eli Fara
Eli Fara (* 21. Mai 1967 in Drenova) ist eine albanische Sängerin. Sie gehört zu den bekanntesten Interpretinnen der traditionellen toskischen Volksmusik ihrer Heimatregion Korça.

## Leben und Karriere
Eli Fara singt bereits seit ihrer Jugend und war Solistin im Schulchor. Ihre musikalische Karriere erhielt durch ihre Teilnahme am Volksmusikfestival von Gjirokastra im Jahr 1988 einen großen Aufschwung. Nach 1990 ist sie vor allem auch außerhalb Albaniens aufgetreten, so in Mazedonien und später nach Ende des Kosovokrieges vermehrt im Kosovo. Des Weiteren gibt sie oft Konzerte im Ausland mit einer albanischen Diaspora, wie beispielsweise in Deutschland, der Schweiz, Italien und Griechenland.
Fara ist geschieden und hat eine Tochter.

## Musikstil
Der Musikstil ihrer Heimatregion ähnelt dem Rembetiko im Nachbarland Griechenland, wobei die albanischen Elemente jedoch maßgebend sind. Zu ihrem Repertoire gehören auch Serenaden und andere urbane Lieder. Auch typisch toskische Volkslieder aus anderen Regionen Südalbaniens (unter anderem Përmet) sind nicht selten Teil ihrer Darbietungen.

## Diskografie

### Alben
- 2008: Të dua për vete
- 2009: Hitet e kaluara

### Singles (Auswahl)
- 2003: Sonatё
- 2008: Aman Aman
- 2008: Të dua për vete
- 2011: Dasma e madhe (mit Sinan Vllasaliu)
- 2012: Sa të deshte lalka ty (mit Aurela Gaçe)
- 2012: Je e vogël sa më s'ka (mit Aurela Gaçe)
- 2013: Dënglat
- 2015: Në ke perëndi
- 2018: Zemra Rratatata (mit Aurela Gaçe)

## Auszeichnungen
Sie erhielt die Auszeichnung Artiste e Merituar („Verdiente Künstlerin“), eine der wichtigsten Auszeichnungen für Künstler in Albanien.